# Талая (приток Чусовой)
Талая — река в России, протекает по Добрянскому и Чусовскому районам Пермского края. Устье реки находится в 60 км по правому берегу Чусовой, река впадает в Чусовской залив Камского водохранилища. Длина реки составляет 13 км.
Исток реки в лесах в 30 км к востоку от города Добрянка. Река течёт на юг по ненаселённой местности среди лесистых холмов западных предгорий Среднего Урала. Исток находится в Добрянском районе, ниже река течёт по территории Чусовского района, в низовьях образует границу двух районов. Притоки — Бесстрашная (левый), Пронькин Лог (правый). Впадает в Чусовской залив Камского водохранилища у деревни Шалашная. На последних километрах течения резко расширяется из-за подпора водохранилища и образует совместный залив с рекой Шалашная. Высота устья — 108,2 м над уровнем моря.

## Данные водного реестра
По данным государственного водного реестра России относится к Камскому бассейновому округу, водохозяйственный участок реки — Кама от города Березники до Камского гидроузла, без реки Косьва (от истока до Широковского гидроузла), Чусовая и Сылва, речной подбассейн реки — бассейны притоков Камы до впадения Белой. Речной бассейн реки — Кама.
Код объекта в государственном водном реестре — 10010100912111100012172.